# Lawrence John Saldanha
Lawrence John Saldanha (ur. 12 czerwca 1936 w Mangaluru) – pakistański duchowny katolicki, arcybiskup metropolita Lahaur w latach 2001-2011.

## Życiorys
Święcenia kapłańskie przyjął 16 stycznia 1960 i został inkardynowany do diecezji Lahaur. Po święceniach wyjechał do Rzymu i studiował socjologię pastoralną na Papieskim Uniwersytecie Urbaniana. Studia ukończył trzy lata później z tytułem doktora.
Po powrocie do kraju pełnił funkcje m.in. profesora miejscowego seminarium (1963-1966), rektora krajowego seminarium w Karaczi (1974-1983) oraz sekretarza episkopatu ds. komunikacji społecznej. W latach 1998–2001 posługiwał w parafii Najdroższej Krwi w Scarborough (Kanada).

### Episkopat
24 kwietnia 2001 został mianowany przez papieża Jana Pawła II arcybiskupem metropolitą Lahaur. Sakry biskupiej udzielił mu 11 września tegoż roku abp Simeon Anthony Pereira.
W latach 2002–2011 pełnił funkcję przewodniczącego Konferencji Episkopatu Pakistanu.
7 kwietnia 2011 przeszedł na emeryturę.